# Jamila Velazquez
Jamila Velazquez (New York, 27 novembre 1995) è un'attrice, cantante e ballerina statunitense.

## Filmografia

### Cinema
- West Side Story, regia di Steven Spielberg (2020)

### Televisione
- Law & Order - Unità vittime speciali (Law & Order: Special Victims Unit) – serie TV, episodi 14x04, 16x15, 16x23, 23x11 (2012-2022)
- Twisted – serie TV, 9 episodi (2013-2014)
- Empire – serie TV, 18 episodi (2015-2016)
- Orange Is the New Black – serie TV, episodio 4x02 (2016)
- Chicago P.D. – serie TV, episodi 4x11 (2017)
- The Blacklist – serie TV, episodio 6x09 (2019)
- Blue Bloods – serie TV, episodio 10x19 (2020)

## Doppiatrici italiane
Nelle versioni in italiano delle opere in cui ha recitato, Jamila Velazquez è stata doppiata da:
- Lucrezia Marricchi in Law & Order - Unità vittime speciali (ep.14x04, st. 16)
- Virginia Brunetti in Twisted
- Irene Trotta in West Side Story

## Discografia
| Numero | Titolo           | Artisti                                                   | Durata |
| ------ | ---------------- | --------------------------------------------------------- | ------ |
| 1.     | Nothing Like You | Jamila Velazquez                                          | 3:33   |
| 2.     | Nada Como Tu     | Jamila Velazquez                                          | 3:33   |
| 3.     | Lago Azul        | Jamila Velazquez, Empire                                  | 3:59   |
| 4.     | Runnin           | Jamila Velazquez, Bryshere Y. Gray, Raquel Castro, Empire | 2:56   |
| 5.     | Miracles         | Jamila Velazquez, Bryshere Y. Gray, Empire                | 2:47   |
| 6.     | All Nite         | Bryshere Y. Gray, Jamila Velazquez, Serayah, Empire       | 3:50   |